# قفاز محارب

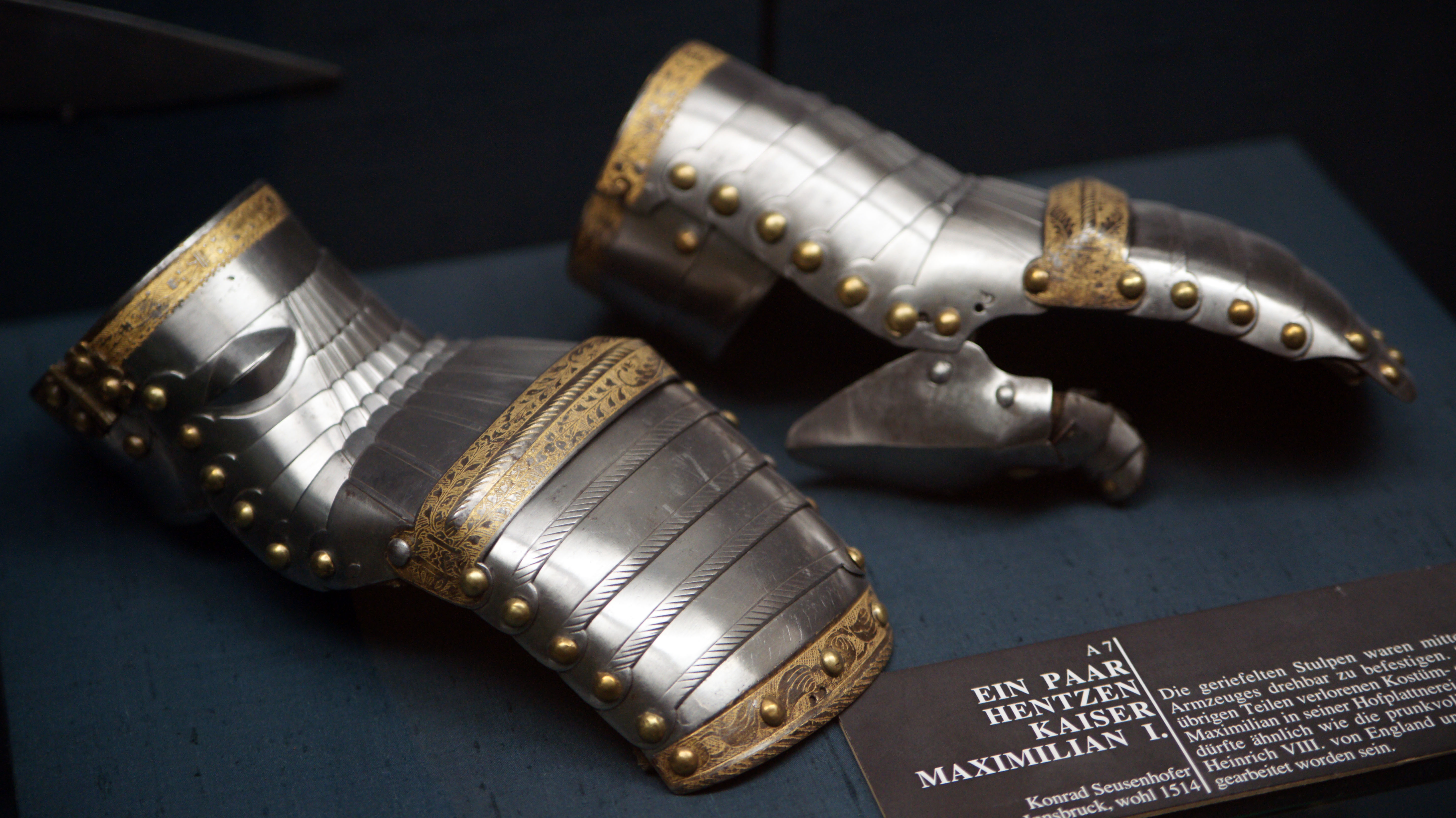

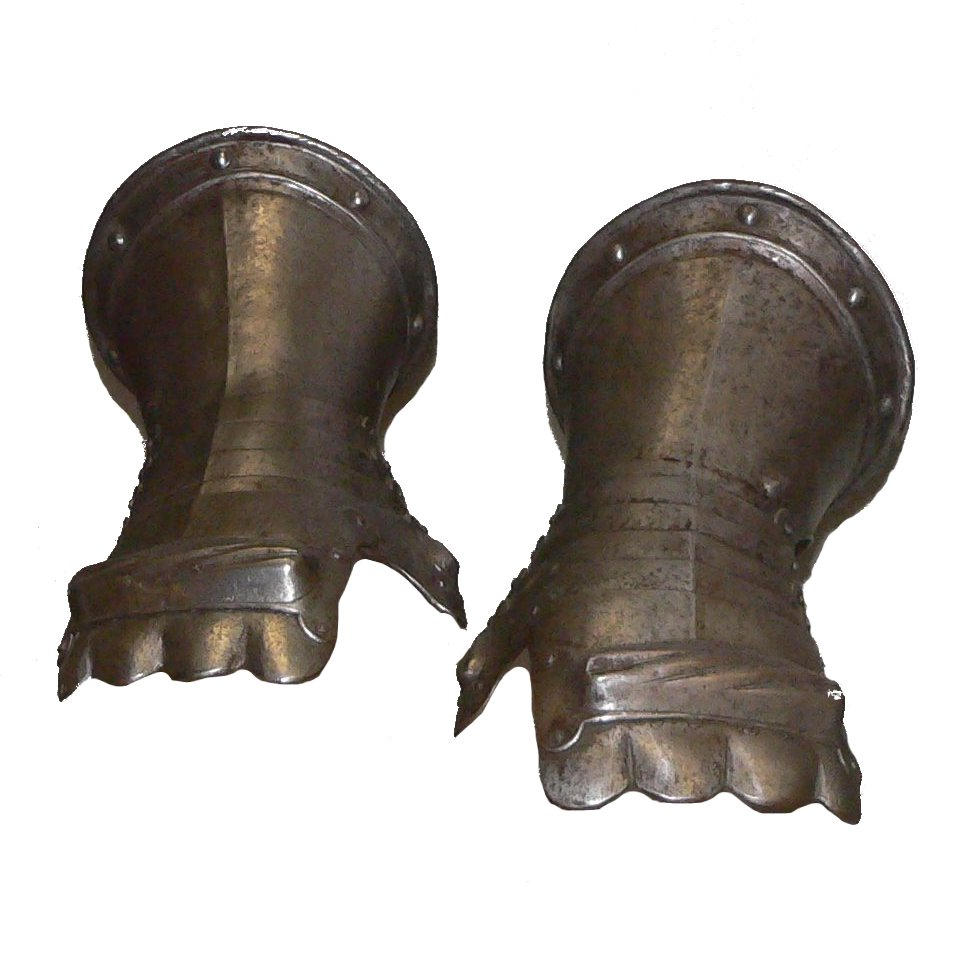
زوج من قفازات الحارب من ألمانيا من أواخر القرن السادس عشر

قفاز الدَّارِع أو المُحارب هو نوع من القفازات التي تحمي يد ورسغ المقاتل. استُخدمت القفازات بشكل خاص في أوروبا بين أوائل القرن الرابع عشر وأوائل العصر الحديث، وغالبًا ما كانت تُصنع من الجلد المقوى أو الصفائح المعدنية.